# (13005) Stankonyukhov
(13005) Stankonyukhov es un asteroide que forma parte del cinturón de asteroides y fue descubierto el 18 de septiembre de 1982 por Nikolái Stepánovich Chernyj desde el Observatorio Astrofísico de Crimea, en Naúchni.

## Designación y nombre
Stankonyukhov recibió al principio la designación de 1982 SQ7.
Posteriormente, en 2002, se nombró en honor del ingeniero ucraniano Stanislav Koniujov.

## Características orbitales
Stankonyukhov orbita a una distancia media de 3,046 ua del Sol, pudiendo alejarse hasta 3,579 ua y acercarse hasta 2,513 ua. Su inclinación orbital es 12,42 grados y la excentricidad 0,1749. Emplea en completar una órbita alrededor del Sol 1942 días. El movimiento de Stankonyukhov sobre el fondo estelar es de 0,1854 grados por día.

## Características físicas
La magnitud absoluta de Stankonyukhov es 12,9.